# Condor-Halbinsel
Die Condor-Halbinsel ist eine gebirgige Halbinsel an der Black-Küste des Palmerlands auf der Antarktischen Halbinsel. Sie erstreckt sich zwischen dem Odom Inlet im Norden und dem südlich liegenden Hilton Inlet.
Erste Luftaufnahmen entstanden bei der United States Antarctic Service Expedition (1939–1941) beim Flug mit einer Curtiss T-32 Condor II am 30. Dezember 1940 von der East Base auf der Stonington-Insel. Das Advisory Committee on Antarctic Names benannte die Halbinsel 1976 nach dem Flugzeug, mit dem Wissenschaftler dieser Expedition zahlreiche Aufklärungsflüge über die Antarktische Halbinsel, den George-VI-Sund, die Alexander-I.-Insel, die Charcot-Insel und die Bellingshausen-See zwischen 67° 30’ S und 74° 0’ S unternahm. Der United States Geological Survey nahm 1974 eine detaillierte Vermessung vor.